# Alexander (Brandenburg-Ansbach-Bayreuth)

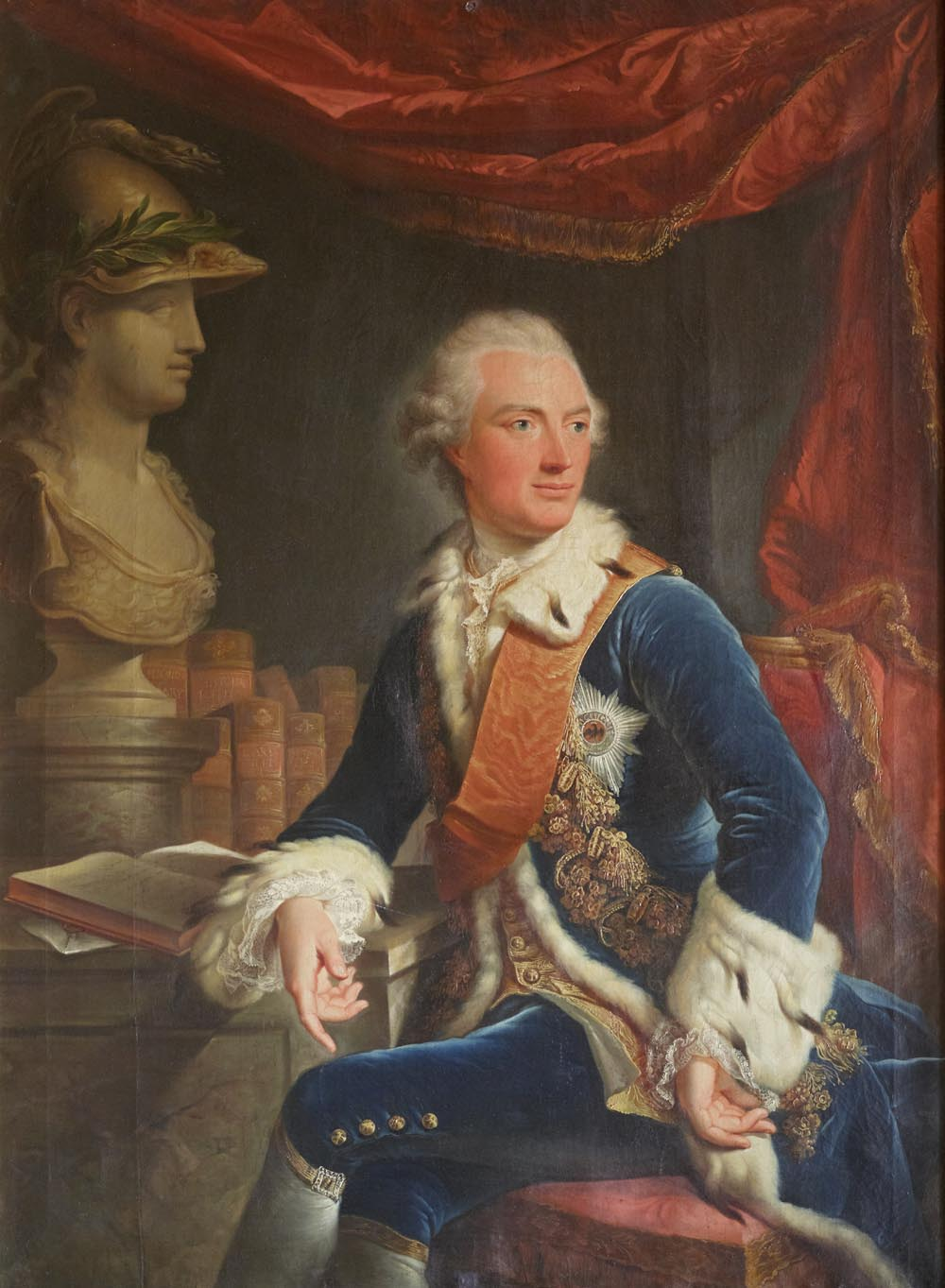
Christian Friedrich Carl Alexander (um 1772)

Christian Friedrich Carl Alexander von Brandenburg-Ansbach (* 24. Februar 1736 in Ansbach; † 5. Januar 1806 in Schloss Benham bei Speen in England) aus dem Haus der Hohenzollern war der letzte Markgraf der beiden fränkischen Markgraftümer Brandenburg-Ansbach (seit 1757) und Brandenburg-Bayreuth (seit 1769). Die Friedrich-Alexander-Universität Erlangen-Nürnberg, die er maßgeblich förderte, ist zum Teil nach ihm benannt.

## Leben

### Herkunft und Familie

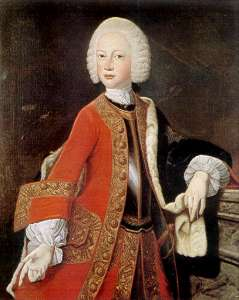
Porträt des jungen Alexander

Alexanders Eltern waren Markgraf Karl Wilhelm Friedrich von Brandenburg-Ansbach und Friederike Luise von Preußen. Diese war eine Tochter des preußischen Königs Friedrich Wilhelm I. und Schwester Friedrichs II. und der Markgräfin Wilhelmine von Bayreuth.
Nach dem plötzlichen Tod seines drei Jahre älteren Bruders Karl Friedrich August am 9. Mai 1737 rückte er zum Erbprinzen des Fürstentums auf. Von 1748 bis 1759 studierte er in Utrecht. Als junger Graf von Sayn (die Grafschaft Sayn-Altenkirchen im Westerwald war bereits 1741 an das Fürstentum Ansbach gefallen) unternahm er eine Reise nach Turin und Savoyen. Ob er sich bei dieser Reise mit Syphilis infizierte, ist ungeklärt. Jedenfalls blieb Alexander trotz zweier Ehen und mehrerer Beziehungen kinderlos. Am 22. November 1754 heiratete er in Coburg Friederike Caroline von Sachsen-Coburg-Saalfeld (1735–1791), Tochter des Herzogs Franz Josias.
Am 3. August 1757 wurde Alexander Landesherr von Brandenburg-Ansbach. Zwar befand sich die Residenz des Fürstentums in Ansbach, aber Alexander hielt sich vorzugsweise auf seinem Jagd- und Landsitz Triesdorf auf. Dort wurden das so genannte Weiße Schloss für seine Geliebte Hippolyte Clairon, das Rote Schloss als sein Wohnhaus und die Villa Rotunda für seine Mätresse und spätere Ehefrau Elizabeth Craven um- bzw. neu gebaut.

### Wirtschaft und Militär

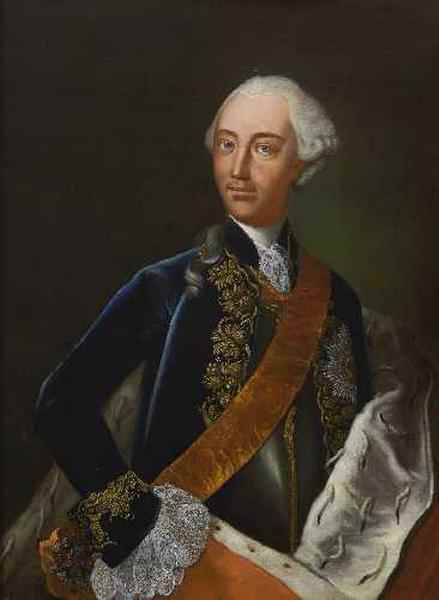
Markgraf Alexander, Porträt von Johann Leonhard Schneider

Alexander übernahm die Regentschaft mit hohen Schulden. 1758 gründete er die Porzellanfabrik in Ansbach und setzte durch den Import von Schafen Impulse in der Landwirtschaft. 1780 gründete er eine landeseigene Bank, den Hochfürstlich Brandenburg-Anspach-Bayreuthischen Hofbanco, die als Bayerische Staatsbank mit der Bayerischen Vereinsbank fusionierte (später HypoVereinsbank, heute Unicredit Bank). Er wollte die Geldgeschäfte nicht länger auswärtigen Bankhäusern überlassen, sondern als Privatbankier die Einkünfte für sich behalten.
Einnahmen erzielte er unter anderem dadurch, dass er dem britischen König Hilfstruppen für dessen Kolonien in Amerika vermietete. Bereits 1775 und 1776 bot er den Engländern unterwürfig zwei Bataillone an, was diese jedoch ablehnten. Als sich die militärische Lage für die Engländer verschlechterte, kamen sie auf das Angebot des Markgrafen zurück. Es wurde ein Subsidienvertrag geschlossen und im Februar 1777 wurden rund 1200 Mann rekrutiert. Bereits in Ochsenfurt kam es zu ersten Unruhen in den Mannschaften, die nur mit Gewalt zur weiteren Fahrt gezwungen werden konnten. Die fränkischen Soldaten waren z. B. unter General Howe in New York am nördlichen Feldzug beteiligt und unter dem Oberkommando von General Cornwallis in der Schlacht bei Yorktown im Einsatz. Bei Yorktown geriet die Hälfte der fränkischen Truppen 1781 in Gefangenschaft. Neben den Verlusten im Kampf wurden viele Soldaten durch Krankheiten und Seuchen dahingerafft, weshalb aus der Heimat immer wieder Ersatz geschickt wurde. Insgesamt kämpften 2459 Männer unter markgräflicher Fahne im Söldnerdienst, rund 400 von ihnen verloren im Unabhängigkeitskrieg das Leben. Nominell war Alexander Chef des fränkischen Kreis-Dragonerregiments mit dem Kommando über die 1644 Mann starke vermietete „fränkische Armee“, von der 1783 1183 Mann in die Heimat zurückkamen. Weitere Truppen vermietete der Markgraf an Holland. Mit den Einnahmen tilgte er die Staatsschulden, die bei seiner Amtsübernahme fünf Millionen Gulden betragen hatten; bei seiner Abdankung 30 Jahre später lag der Schuldenstand nur noch bei 1,5 Millionen Gulden.

### Geheimvertrag zum Verkauf der Fürstentümer an Preußen

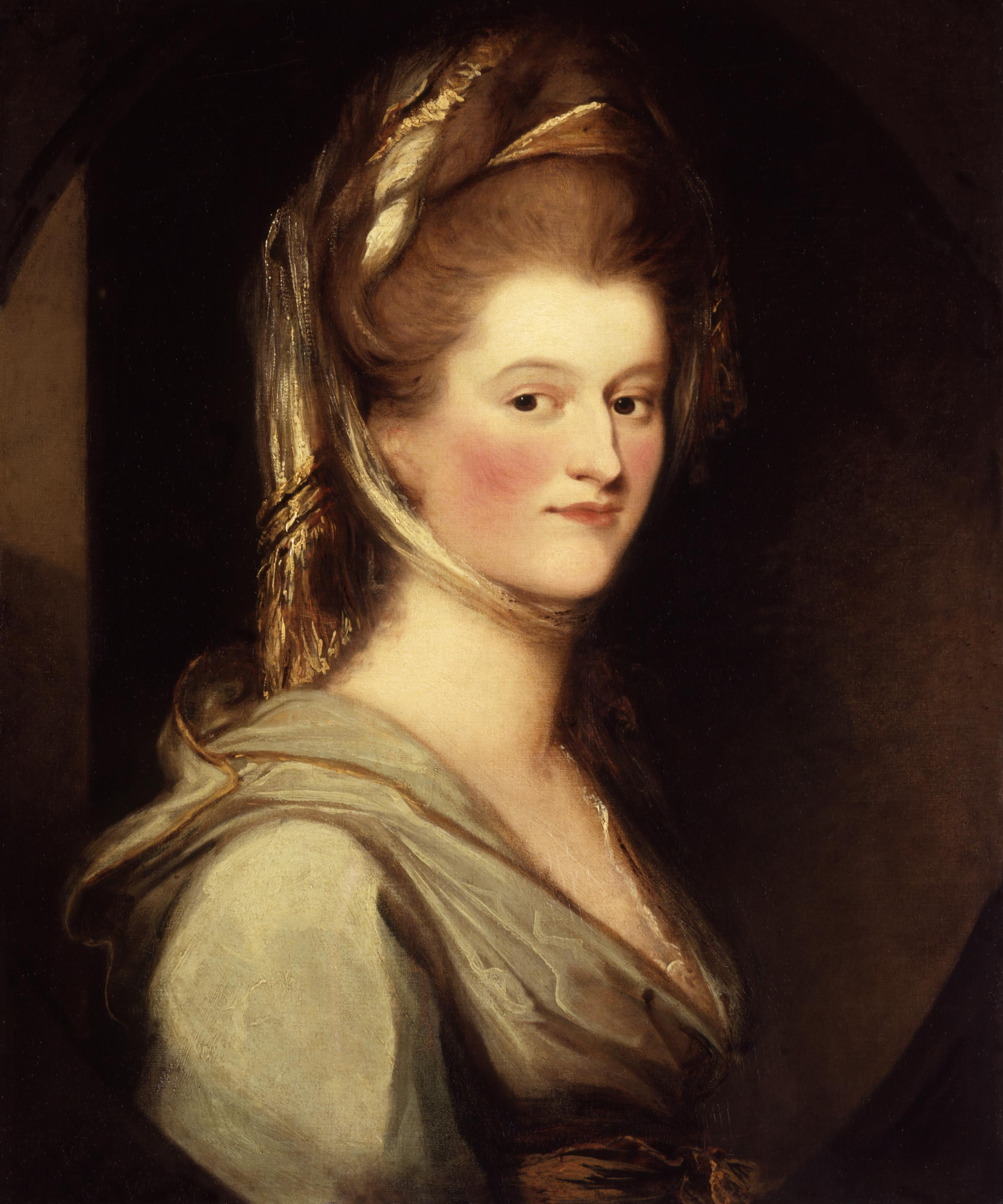
Elizabeth Craven, Porträt von Ozias Humphry (circa 1780–1783)

1769 fiel auch das Fürstentum Bayreuth gemäß den hohenzollernschen Haus- und Reichsgesetzen an Alexander. Da er aber kinderlos war und (gemäß einem Passus im Vertragswerk des Friedens von Teschen vom 13. Mai 1779) nach seinem Tode Preußen sowieso Erbe geworden wäre, trat Alexander am 16. Januar 1791 in einem Geheimvertrag beide Fürstentümer an Preußen ab. Der Vertrag war von dem seit 1790 in Ansbach tätigen Minister Karl August Freiherr von Hardenberg arrangiert worden. Preußen zahlte dem Markgrafen als Entschädigung vertragsgemäß eine jährliche Leibrente von 300.000 Gulden und gliederte 1792 die beiden Fürstentümer als Verwaltungsgebiet Ansbach-Bayreuth in sein Herrschaftsgebiet ein. Am 15. Dezember 1805 fiel das Fürstentum Ansbach nach dem Vertrag von Schönbrunn im Tausch gegen das besetzte Kurfürstentum Hannover an Frankreich und ging 1806 an das Königreich Bayern über, 1810 auch das Fürstentum Bayreuth.

### Privatier
Christian Friedrich Carl Alexander war Ehrenmitglied der Königlichen Akademie der Wissenschaften.
Vom Oktober 1789 bis März 1790 reiste Alexander mit Elizabeth Craven nach Italien, die meiste Zeit verbrachten sie am Hof von Neapel.
Nachdem Alexanders erste Ehefrau Caroline Friederike am 18. Februar 1791 in Unterschwaningen verstorben war, wo sie nach der vom Markgrafen vollzogenen Trennung gelebt hatte, verließ er am 19. Mai desselben Jahres Triesdorf in Richtung Großbritannien. Am 30. Oktober 1791 heiratete er in Lissabon Lady Elizabeth Craven, die Tochter des Augustus Berkeley, 4. Earl of Berkeley, und Witwe des William Craven, 6. Baron Craven, mit der er bereits seit 1786 liiert war. Ihr erster Mann war kurz vorher verstorben. Am 2. Dezember unterzeichnete Alexander in Bordeaux seine Abdankung. Er ging mit seiner zweiten Frau als Privatmann nach England und widmete sich dort der Pferdezucht. Im Dezember 1791 kaufte er ein Anwesen bei Hammersmith an der Themse, 1798 erwarb er Gut Benham. Am 5. Januar 1806 starb Alexander nach einer kurzen, „die Lunge betreffenden“ Krankheit. Eine Gedenktafel in der St. Mary’s Church von Speen nahe Newbury erinnert an den „Margrave of Brandenbourg, Anspach and Bareith“.

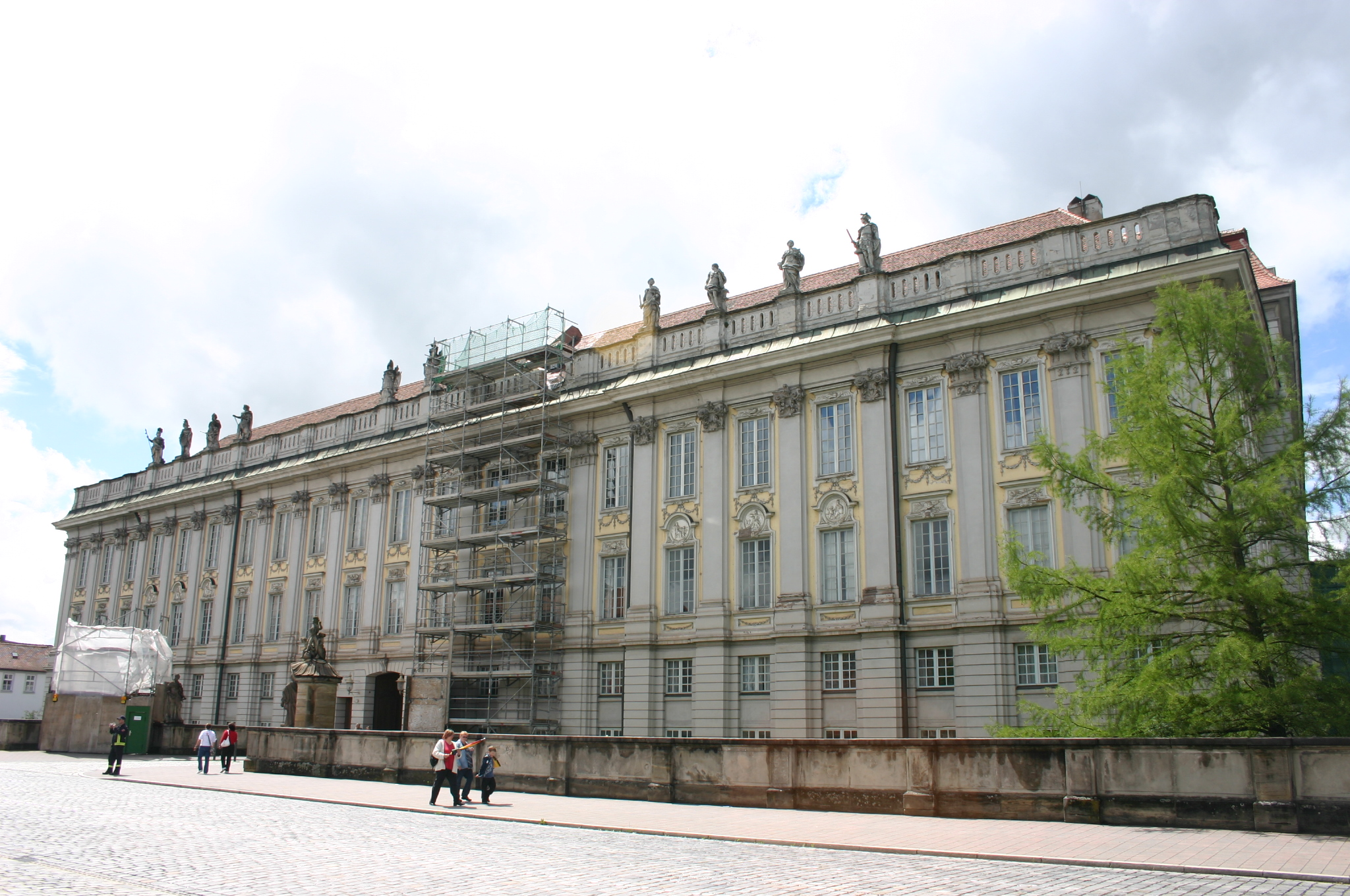
Residenz Ansbach
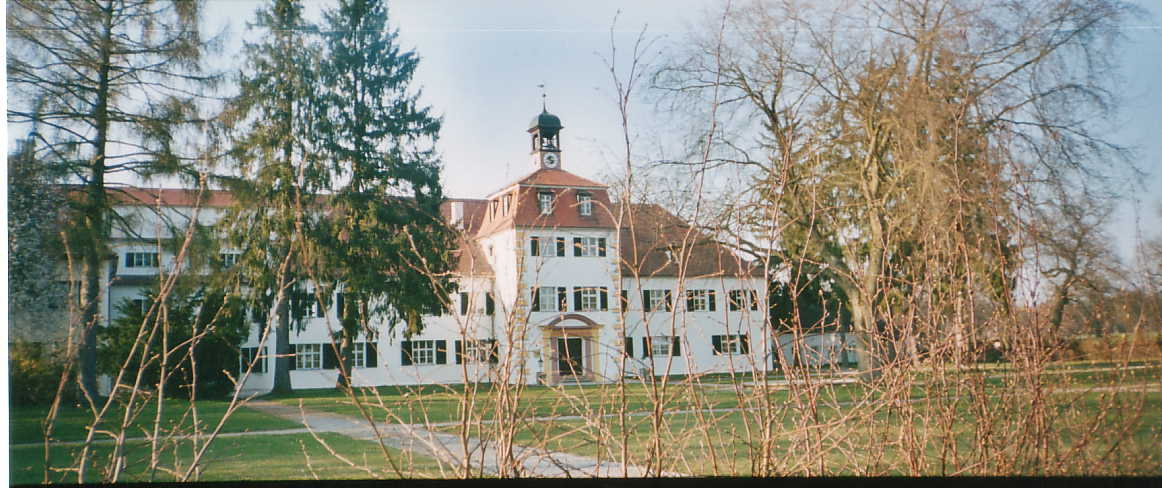
Weißes Schloss von Triesdorf
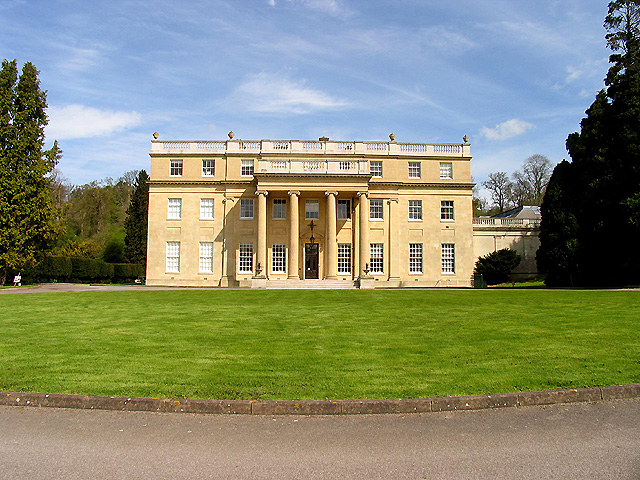
Benham nahe bei Speen
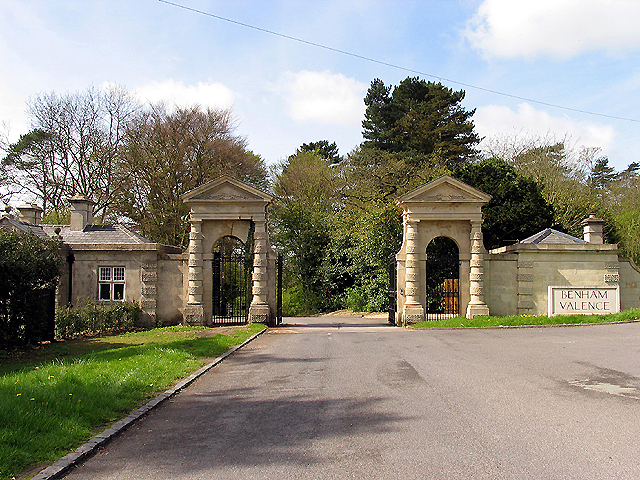
Tor von Benham Valence
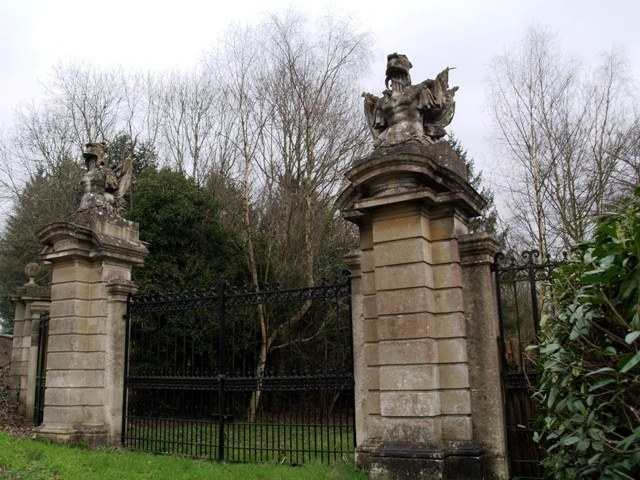
Torpfosten von Benham Valence
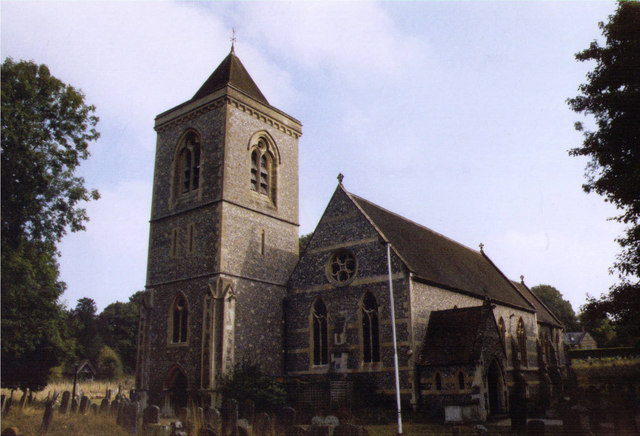
St. Mary’s Church von Speen nahe Newbury